# W sieci miłości
W sieci miłości (oryg. Aitraaz, hindi: ऐतराज़, urdu: اعتراض, angielski: Objection, tłumaczenie: „Sprzeciw”) – bollywoodzki dramat sądowy wyreżyserowany w 2004 roku przez duet braci Abbas-Mustan, autorów Baazigar, Baadshah i Chori Chori Chupke Chupke. W rolach głównych Akshay Kumar, Kareena Kapoor i Priyanka Chopra. Inspiracją dla filmu był hollywoodzki dramat z Demi Moore W sieci. Film był nagrywany w Mumbaju (Maharasztra) i w Kapsztadzie (Afryka Południowa). Priyanka Chopra za grę w tym filmie uzyskała rzadko przyznawana kobietom nagrodę za rolę negatywną.
Tematem filmu jest miłość, która wierzy w ukochanego, gdy nikt już w niego nie wierzy, obrona małżeństwa, cień przeszłości na związku dwojga ludzi. W centrum uwagi jest rzadki nie tylko na warunki indyjskie problem molestowania seksualnego mężczyzny przez kobietę wykorzystującą swoją pozycję społeczną, władzę w pracy.

## Fabuła
Raj Malhotra (Akshay Kumar) inżynier cieszący się uznaniem w wielkiej firmie telefonicznej nie radzi sobie z utrzymaniem domu. Przyjaciel załatwia mu gospodynię. Przez pomyłkę pod jego adres trafia szukająca pierwszej w życiu pracy prawniczka, piękna, wrażliwa, pełna zaufania do ludzi i Boga Priya Saxena (Kareena Kapoor). Pomyłka łączy tych dwoje. Wkrótce ich miłość zostaje ukoronowana ślubem, a potem radością obojga w nadziei na dziecko. Cieniem w ich życiu staje się zmiana w pracy Raja. Jego szefem okazuje się być Sonia Roy (Priyanka Chopra), z którą kiedyś Raj był związany. Odszedł od Soni, gdy okazała się, że dla niej kariera, władza, pieniądze są ważniejsze od możliwości założenia rodziny i małżeństwa z nim. Ciosem ostatecznym była aborcja dziecka Raja dokonana przez Sonię w trosce o karierę modelki. Sonia wychodząc za mąż za starego milionera (Amrish Puri) osiągnęła wymarzony status. Teraz do szczęścia brakuje jej tylko młodego cieszącego się jej ciałem kochanka. Dzięki niej Raj nagle otrzymuje w firmie awans. To umożliwia mu zakup luksusowego domu, ale w zamian Sonia oczekuje dalszego ciągu ich gorącego romansu z przeszłości. Gdy zakochany w żonie Raj odrzuca ją, Sonia oskarża go o próbę gwałtu na niej.

## Obsada
- Akshay Kumar – Raj Malhotra
- Kareena Kapoor – Priya Saxena/Malhotra
- Priyanka Chopra – pani Sonia Roy – Nagroda Filmfare za Najlepszą Rolę Negatywną
- Amrish Puri – Ranjit Roy, jej mąż
- Paresh Rawal – adwokat Patel
- Annu Kapoor – adwokat Ram Choitrani

## Muzyka
Muzyka i piosenki skomponowana przez Himesh Reshammiya.
- Geela Geela – Adnan Sami
- Tala Tum Ttala Tum
- Aankhen Bandh Karke Jo Ek Chehra Nazar Aaya – Udit Narayan, Alka Yagnik
- Rock Me Baby
- Woh Tassavvur
- Nazar Aa Raha Hai
- I Want To Make Love To You

## Motywy filmowe
- Bollywoodzkim dramatem sądowym jest też Akele Hum Akele Tum, w którym też kobieta występuje w sądzie przeciwko nieobojętnemu jej mężczyźnie. Wątki z sądem pojawiają się też w Ghulam, Army, Raju Ban Gaya Gentleman, 3 Deewarein, Phir Milenge i Veer-Zaara. W tym ostatnim również kobieta jest adwokatem mężczyzny, z którym czuje się związana uczuciowo.
- Temat aborcji pojawia się rzadko w bollywoodzkich filmach np. w Salaam Namaste.
- Motyw samobójstwa występuje też m.in. w Tere Naam, Ghulam, Darr.
- W filmie pojawia się scena, w której bohaterka rzuca bohaterowi w twarz talię kart uwodząc go i upokarzając jednocześnie. Podobnie zachowuje się w Devdas (film 2002) bohaterka grana przez Aishwarya Rai wobec Shah Rukh Khana.

## Ciekawostki
- Akshay Kumar z Kareeną Kapoor zagrali razem w Ajnabee i Bewafaa, z Priyanką Choprą w Mujhse Shaadi Karogi, Andaaz i Waqt: The Race Against Time.
- Priyanka Chopra równie dwuznaczną rolę kobiety desperacko zabiegającej o mężczyznę zagrała (z Arjun Rampalem) w Yakeen i również z Akshay Kumarem w Andaaz.